# Bonvillers
Bonvillers är en kommun i departementet Oise i regionen Hauts-de-France i norra Frankrike. Kommunen ligger i kantonen Breteuil som tillhör arrondissementet Clermont. År 2022 hade Bonvillers 193 invånare.

## Befolkningsutveckling
Antalet invånare i kommunen Bonvillers
| Referens: INSEE |